# Capitalizzazione semplice
La capitalizzazione semplice è un tipo di capitalizzazione che consiste nel sommare solo alla fine al capitale di debito da rimborsare una quota percentuale di interessi costante negli anni.
Ogni anno il debitore pagherà la stessa quota di interessi, nell'ipotesi che il debito sia ripagato con un piano a quote costanti.
Indicando con:
- C il capitale iniziale
- i il tasso di interesse periodale (in genere tasso unitario annuo, ma può essere mensile, trimestrale...)
- t durata temporale dell'operazione, espressa in numero di periodi (in genere anni)
- M il capitale finale, detto anche montante, pari alla somma di capitale iniziale più gli interessi maturati

si avrà che il montante al tempo t sarà la soluzione della seguente equazione alle differenze con {\displaystyle M_{0}=C}:
{\displaystyle \ M_{t+1}=M_{t}+iM_{0}=M_{t}+iC}
Pertanto si ha:
{\displaystyle \ M_{1}=M_{0}+iC=C+iC}
{\displaystyle \ M_{2}=M_{1}+iC=C+iC+iC=C+2iC}
{\displaystyle \ M_{t}=M_{t-1}+iC=C+(t-1)iC+iC=C+tiC=C(1+ti)}